# Landkreis Neustadt an der Aisch-Bad Windsheim
Landkreis Neustadt an der Aisch-Bad Windsheim is een Landkreis in de Duitse deelstaat Beieren. De Landkreis telt 101.272 inwoners (31 december 2020) op een oppervlakte van 1.267,4 km². Kreisstadt is de stad Neustadt an der Aisch.

## Indeling

Landkreis Neustadt an der Aisch-Bad Windsheim is verdeeld in 38 gemeenten. Vijf gemeenten hebben de status stad, terwijl 16 gemeenten zich Markt mogen noemen. De Landkreis kent een gebied dat niet gemeentelijk is ingedeeld.
Steden
1. Bad Windsheim
2. Burgbernheim
3. Neustadt an der Aisch
4. Scheinfeld
5. Uffenheim

Märkte
1. Baudenbach
2. Burghaslach
3. Dachsbach
4. Emskirchen
5. Ippesheim
6. Ipsheim
7. Markt Bibart
8. Markt Erlbach
9. Markt Nordheim
10. Markt Taschendorf
11. Marktbergel
12. Neuhof an der Zenn
13. Obernzenn
14. Oberscheinfeld
15. Sugenheim
16. Uehlfeld

Overige gemeenten
1. Diespeck
2. Dietersheim
3. Ergersheim
4. Gallmersgarten
5. Gerhardshofen
6. Gollhofen
7. Gutenstetten
8. Hagenbüchach
9. Hemmersheim
10. Illesheim
11. Langenfeld
12. Münchsteinach
13. Oberickelsheim
14. Simmershofen
15. Trautskirchen
16. Weigelenheim
17. Wilhelmsdorf

Niet gemeentelijk ingedeeld
1. Osing (2,74 km²)

Aichach-Friedberg · Altötting · Amberg · Amberg-Sulzbach · Ansbach (stad) · Landkreis Ansbach · Aschaffenburg (stad) · Landkreis Aschaffenburg · Augsburg (stad) · Landkreis Augsburg · Bad Kissingen · Bad Tölz-Wolfratshausen · Bamberg (stad) · Landkreis Bamberg · Bayreuth (stad) · Landkreis Bayreuth · Berchtesgadener Land · Cham · Coburg (stad) · Landkreis Coburg · Dachau · Deggendorf · Dillingen an der Donau · Dingolfing Landau · Donau-Ries · Ebersberg · Eichstätt · Erding · Erlangen · Erlangen-Höchstadt · Forchheim · Freising · Feyung-Grafenau · Fürstenfeldbruck · Fürth (stad) · Landkreis Fürth · Garmisch-Partenkirchen · Günzburg · Haßberge · Hof (stad) · Landkreis Hof · Ingolstadt · Kaufbeuren · Kelheim · Kempten im Allgäu · Kitzingen · Kronach · Kulmbach · Landsberg am Lech · Landshut (stad) · Landkreis Landshut · Lichtenfels · Lindau · Main-Spessart · Memmingen · Miesbach · Miltenberg · Mühldorf am Inn · München · Landkreis München · Neuburg-Schrobenhausen · Neumarkt in der Oberpfalz · Neurenberg · Neustadt an der Aisch-Bad Windsheim · Neustadt an der Waldnaab · Neu-Ulm · Nürnberger Land · Oberallgäu · Ostallgäu · Passau (stad) · Landkreis Passau · Pfaffenhofen an der Ilm · Regen · Regensburg (stad) · Landkreis Regensburg · Rhön-Grabfeld · Rosenheim (stad) · Landkreis Rosenheim · Roth · Rottal-Inn · Schwabach · Schwandorf · Schweinfurt (stad) · Landkreis Schweinfurt · Starnberg · Straubing · Straubing-Bogen · Tirschenreuth · Traunstein · Unterallgäu · Weiden in der Oberpfalz · Weilheim-Schongau · Weißenburg-Gunzenhausen · Wunsiedel im Fichtelgebirge · Würzburg (stad) · Landkreis Würzburg
Bad Windsheim ·
Baudenbach ·
Burgbernheim ·
Burghaslach ·
Dachsbach ·
Diespeck ·
Dietersheim ·
Emskirchen ·
Ergersheim ·
Gallmersgarten ·
Gerhardshofen ·
Gollhofen ·
Gutenstetten ·
Hagenbüchach ·
Hemmersheim ·
Illesheim ·
Ippesheim ·
Ipsheim ·
Langenfeld ·
Marktbergel ·
Markt Bibart ·
Markt Erlbach ·
Markt Nordheim ·
Markt Taschendorf ·
Münchsteinach ·
Neuhof a.d.Zenn ·
Neustadt a.d.Aisch ·
Oberickelsheim ·
Obernzenn ·
Oberscheinfeld ·
Scheinfeld ·
Simmershofen ·
Sugenheim ·
Trautskirchen ·
Uehlfeld ·
Uffenheim ·
Weigenheim ·
Wilhelmsdorf